# Valentin Petic
Valentin Petic (ur. 18 grudnia 1999) – mołdawski zapaśnik walczący w stylu klasycznym. Olimpijczyk z Paryża 2024, gdzie zajął siódme miejsce w kategorii 67 kg.
Siódmy na mistrzostwach świata w 2021. Piaty w indywidualnym Pucharze Świata w 2020. Jedenasty na mistrzostwach Europy w 2024. Trzeci na MŚ U-23 w 2019 i na MŚ juniorów w 2019 roku.